# Wilhelm Thies (Schriftsteller)
Wilhelm Thies (* 28. Dezember 1854 in Sprakensehl; † 2. August 1926 in Hannover) war ein deutscher Postbeamter mit dem Titel Oberpostsekretär sowie Schriftsteller, Dichter und Übersetzer. Er hat sich insbesondere um die Erforschung des niedersächsischen Bauerntums bemüht.

## Schriften
- Der hannoversche Bauer. Die Entwicklung des hannoverschen Bauerntums von den Sachsenkämpfen bis zur Gegenwart, 187 Seiten, Bildschmuck von Mali Kronacher, Hannover: C. V. Engelhard & Co., 1923
- Die Heidewildnis. Meine Heimat, Hannover: Hahnsche Buchhandlung, 1925
- Was die Dorflinde rauscht. Plaudereien aus den Volksleben, mit einem Vorwort von Wilhelm Peßler, Bad Pyrmont: Friedrich Gersbach, 1926
- Menschen in der Binnenheide. Ernste und heitere Bilder aus meiner Heimat, Hannover, Rundestr. 11/12: Verlag Dr. Johannes Rathje, 1928

## Archivalien
Archivalien von und über Wilhelm Thies finden sich beispielsweise
- als Nachlass im Niedersächsischen Landesarchiv (Standort Hannover) für die Laufzeit von 1905 bis 1955 mit den Inhalten „Familiengeschichte Thies [ab 1724], Aufsätze, Unterlagen zur Herausgabe seiner Werke, Bücherbesprechungen, Manuskripte von Aufsätzen, Zusammenstellung von literarischen Erzeugnissen verschiedener Schriftsteller und Dichter, Zeitungsartikel, Unterlagen zur Lebensgeschichte seines Sohnes, des Rezitators Georg Thies...“[3]

## Thieshof
Die 1968 im hannoverschen Stadtteil Bothfeld östlich der Weidkampsheide angelegte Straße Thieshof ehrt durch ihre Namensgebung seitdem den um die Erforschung des niedersächsischen Bauerntums bemühten Oberpostsekretärs.